# Баретали
Баретали (фр. Barrettali) насеље је и општина у Француској у региону Корзика, у департману Горња Корзика која припада префектури Бастија.
По подацима из 2011. године у општини је живело 139 становника, а густина насељености је износила 7,69 становника/km². Општина се простире на површини од 18,07 km². Налази се на средњој надморској висини од 300 метара (максималној 1.160 m, а минималној 0 m).

## Демографија
| 1962. | 1968. | 1975. | 1982. | 1990. | 1999. | 2011. |
| ----- | ----- | ----- | ----- | ----- | ----- | ----- |
| 230   | 232   | 186   | 145   | 138   | 131   | 139   |

График промене броја становника у току последњих година